# Neversdorf
Neversdorf település Németországban, Schleswig-Holstein tartományban. Lakosainak száma 719 fő (2023. december 31.).

## Népesség
A település népességének változása:
| Lakosok száma | 505  | 706  | 729  | 711  | 706  | 713  | 719  |
|               | 1975 | 2014 | 2017 | 2019 | 2021 | 2022 | 2023 |